# Ruhrpilot
Der Ruhrpilot war ein Verkehrsmanagementsystem im Ruhrgebiet. Die Ruhrpilot Besitzgesellschaft mbH wurde im Januar 2014 liquidiert.
Aufgabe des Ruhrpiloten war die Unterstützung der verschiedenen Straßenbaulastträger bei der Steuerung und Lenkung des Verkehrs sowie bei den betrieblichen Aufgaben der Verkehrsunternehmen.
Zur Verkehrssteuerung wurden Daten der Bundesautobahnen, Bundesstraßen, Landesstraßen und kommunalen Hauptverkehrsstraßen verwendet, teilweise flossen zusätzlich Daten über Baustellen, Verkehrsbehinderungen, Veranstaltungen, Öffentlicher Nahverkehr und die Verfügbarkeit von Parkplätzen in das System ein.
Neben der Bereitstellung von Daten sollte insbesondere das verkehrsträgerübergreifende Strategiemanagement dazu dienen, Straße und Schiene besser auszulasten. Mit dem intermodalen Router lieferte der Ruhrpilot einen Beitrag zur besseren Verknüpfung der verschiedenen Verkehrsmittel. Der Nutzer hatte über die Webseite außerdem die Möglichkeit den öffentlichen und den Individualverkehr zu vergleichen.
Im Zuge des Aufbaus des Ruhrpilot wurde mit Kosten von rund 9 Millionen Euro eine Zentrale errichtet, welche vor allem als ruhrgebietsweiter Knotenpunkt von sämtlichen verkehrsrelevanten Informationen fungiert hat. Hier wurden die zuvor eingesammelten Daten verarbeitet und an die Kooperationspartner bedarfsgerecht weitergereicht. Das Land Nordrhein-Westfalen förderte außerdem die Modernisierung der Verkehrsrechnersysteme in den Kommunen und die Erweiterung der Systeme in den Verkehrsunternehmen mit rund 20 Millionen Euro. Durch dieses zentralen Daten- und Diensteprovidings sollte erstmals der interkommunale Austausch von Daten und Informationen zwischen den Kommunen / Verkehrsunternehmen im Ruhrgebiet ermöglicht werden. Der gesamte Aufwand des Projektes betrug 34 Millionen Euro.

## Träger
Das System wurde vom 1. Januar 2010 bis zum Januar 2014 durch die landeseigene Ruhrpilot Besitzgesellschaft mbH in Kooperation mit Kommunen und Verkehrsunternehmen des Ruhrgebiets betrieben.

## Kooperationspartner
Ruhrpilot war ein vom Land NRW gefördertes Kooperationsprojekt von insgesamt zehn kreisfreien Städten, zwei Kreisen, acht kreisangehörigen Städten und sechs Verkehrsunternehmen des Ruhrgebiets sowie dem Verkehrsverbund Rhein-Ruhr und dem Landesbetrieb Straßenbau Nordrhein-Westfalen. Darüber hinaus kooperierte Ruhrpilot mit mobil-im-rheinland, einer Mobilitätsinitiative für den gesamten Raum Köln/Bonn.